# جنوح الأحداث

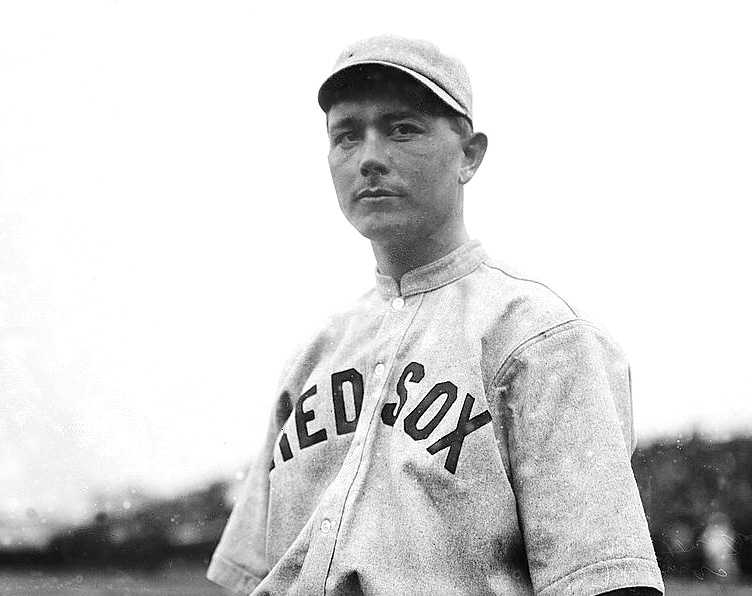

جنوح الأحداث (بالإنجليزية: Juvenile delinquency)‏ هو قيام الأحداث (القُصّر الذين تقل أعمارهم عن السن القانوني) بسلوكيات مخالفة للقانون. وتضع الدول النظامية قوانين ومحاكم وسجون خاصة بالأحداث. والحدث الجانح في أغلب دول العالم يكون عمره أقل من 18 سنة، ويقوم بعمل مخالف للقانون وكان من الممكن أن يحاكم عليه لو كان عمره أكثر من 18 سنة.

ويعتقد بعض الباحثين أن حالات جنوح الأحداث منذ بداية القرن العشرين، على الرغم من أن بعض العلماء يعتقدون أن ذلك بسبب زيادة صرامة القوانين وعدم تسامحها، بدلاً من مواكبتها لنشاط الشباب المراهقين.

## الأسباب
يعود السبب الرئيسي لجنوح الأحداث انشغال الأهل عن رقابة أبنائهم، أو عدم استطاعتهم تقديم الرعاية الأبوية اللازمة لهم، وعدم وجود سلطة مؤثرة على الأطفال، بالإضافة لوجود مشاكل أسرية كالطلاق والتفكك الأسري. كما أن تأثير الهرمونات الجنسية في فترة المراهقة أثر كبير على توجه المراهقين نحو الإستقالالية واثبات الذات، وتضيف المشكلة بوجود مشاكل عاطفية أو كبت جنسي بين الشباب. أما الفقر والبطالة والجهل في المجتمعات فلها تأثير كبير على المراهقين، والتي تنشر حالة من الإحباط والسخط بينهم.
والفقر هو السبب الأكثر انتشاراً في العالم، حيثُ يولد لدى المراهق الرغبة في تحقيق رغباته، مما يدفعه للسرقة والكذب. كما أن أبناء الأغنياء أيضاً هم فريسة للجنوح، حيثُ يتوجهون نحو المخدرات والقضايا الجنسية والعنف المفرط، وذلك ناتج عن نقص العاطفة المقدمة من الأهل أو لخلافات عائلية أو لانشغال الأهل بالأعمال العديدة.

## الأعراض المبكرة
إن مشكلة الجنوح من أكبر المشاكل التي تواجهها المجتمعات المعاصرة ولا سيما جنوح الأحداث الصغار. ويزداد تفاقم هذه المشكلة بسبب انشغال الآباء والأمهات وانصرافهم عن توجيه الرعاية الأبوية والإشراف الدقيق على أبنائهم.
قد تظهر لدى الطفل في عمر 4 إلى 6 سنوات بعض التغييرات السلوكية والتي تحتاج إلى حكمة بالغة من الوالدين والأهل بصفة عامة، لمواجهتها ودرء أخطارها في المستقبل. ولعلّ من ابرز تلك السلوكيات البسيطة التي قد تتحول بمرور الوقت إلى مشكلة، لجوء الطفل إلى اخفاء أشياء تخصّ الآخرين، ربما حبًا في التملك أو رغبة في حرمان الآخرين منها، وذلك في البيت أو المدرسة على السواء. ولا شك أن بعض الأمهات قد لمسن تلك الظاهرة حين يخرج الطفل من منزل صديقه وقد أخفى لعبة ليست له بين ملابسه، أو حينما تجد نقودها في حقيبة أو جيب ابنها فتنهال عليه بالضرب والتوبيخ.. والواقع أن الطفل الذي يقدم على فعل ذلك يعرف أنه يرتكب خطأ بدليل أنّه يخفيه ويكذب وينكر فعلته. واكتشاف سلوك الطفل خطوة هامة في العلاج والرجوع عن الخطأ. غير أنه إذا مرّت أكثر من تجربة من هذا النوع مع الطفل من دون أن يكتشفها الأهل، فإن هذا السلوك يستمر.

## أنماط الأحداث الجانحين
يقسم العلماء الاحداث الجانحين إلى عدة أنماط:
1-جانح العصابة: يسمى هذا النوع من الاحداث بالجانح المطبع اجتماعيا وهذا النوع يفضل القيام بنشاطه المنحرف ضمن جماعه من الجانحين مثله الا انه لا يحتمل الوحدة
2-الجانح العدواني اللاجتماعي: يتسم بالعدوان نتيجة مشاعر الكراهية وأهم المعايير لتحديد هذا النمط العزلة عن الأصدقاء والقيام بنشاطه منفردا
3-الجانح المرضي: عادة يكون سويا في تكوينه النفسي وهذا النوع يسلك سلوكا منحرفا مما يؤدي لارتكابه اعمالا يخالف عليها القانون بسبب عدم تقديره للمواقف أو نتيجة لمشاكل اعترضت طريق نمو

4-الجانح العصابي: يعد هذا النوع نتيجة صراع يعبر عنه الجانح بسلوك منحرف والجانحون من هذا النوع ينتمي معظمهم إلى طبقات الطبقات المتميزة اجتماعيا وهذا يعني انه انحرافهم لا يعزي إلى بعض الأسباب الاجتماعية كالفقر أو الصحبة السيئة 
5-النمط المختلط: تتداخل في تكوين السلوك الجانح عدة عوامل وتتفاعل فيما بينها بشكل يصعب معه عزل تلك العوامل عن بعضها البعض فالواقع يظهر لنا ان غالبية الافراد تنطبق عليهم صفات أكثر من نمط من أنماط الجنوح 

## التشخيص
تشخيص الظاهرة:
إن ظاهرة جنوح الأحداث ظاهرة اجتماعية وجدت في المجتمعات واختلفت نظرة المجتمع إلى هذه المشكلة. حيث اعتبر الحدث المنحرف في المجتمعات القديمة أنه ويستحق العقاب، أما حديثنا فقد أختلفت نظرة المجتمع للحدث المنحرف حيث تبين أن الأحداث المنحرفة هم ضحية لظروف اجتماعية أدت بهم إلى الانحراف وبتالي تهيئة الظروف الاجتماعية بما يخدم التنشئة السليمة والصالحة لهؤلاء الأحداث وبتالي صنع مواطنين صالحين منهم. وبسب التقدم الحضاري والتكنولوجي الحديث فقد ازدادت هذه المشكلة خاصة في المجتمعات النامية مما أدى إلى المزيد من التفكك الأسري. فالأحداث هم نواة المجتمع البشري، ومرحلة الحداثة يتوقف عليها إلى حد بعيد بناء شخصيات وتحديد سلوكياتهم في المستقبل، وأي جهد يوجه لرعايتهم وحمايتهم هو في نفس الوقت تأمين لمستقبل الأمة وتدعيم لسلامتها، لذلك تعتبر رعاية الأسرة والطفولة العملية البناءة الأساسية في أي مجتمع يسعى إلى تحقيق التطور المتوازن البعيد عن الانحرافات والعلل الأجتماعية، والقادر على الأبتكار والتجدد المتمسك بالقيم والأخلاق الفاضلة.
تعتبر ظاهرة جنوح الأحداث ظاهرة قديمة العهد في المجتمعات، وعرفتها التشريعات في مختلف العصور عن طريق منع ارتكاب بعض الأفعال التي تشكل اضطربا وخطورة على المجتمع والعلاقات السائدة فيه. وتبرز مسؤولية الحدث في ذلك من خلال اعتباره أحد أفراد جماعته وأسرته فإذا ما أرتكب أحد ما من الجماعة جريمة أو جنحة يعتبر الطفل مسؤول كونه أحد أفراد الجماعة، وهناك مسؤولية شخصية إذا ما أرتكب هو نفسه تلك الجنحة أو الجريمة. ورغم عملية التغير الاجتماعي التي شملت المجتمعات فان هذه الظاهرة مازالت موضع الاهتمام لما تسببه وتثيره من اضطراب في العلاقات الأنسانية وإهدار للقيم والعادات وتهديد لسلطة القانون وقد رلت الدراسات والبحوث على أن الجريمة (جنحة) أكثر ما تكون شيوعا عند الصغار وأن معظم المجرمين البالغين قد بدءوا حياتهم الإجرامية منذ سن الحداثة.

## كيفية العلاج جنوح الأحداث
مراكز إعادة تربية وإدماج الأحداث:
يفترض التنفيذ العقابي للأحداث الجانحين، إعداد مجموعة من أساليب المعاملة التي تستهدف توجيهه إلى الأغراض المبتغاة منه. ومن ثم كانت هذه الأساليب بمثابة وسائل إلى تحقيق أغراضه. فإذا كان الغرض الأساسي للتنفيذ العقابي وهو تأهيل المحكوم عليهم عن طريق تهذيبه أو علاجه، فإن أساليب المعاملة العقابية هي في ذاتها وسائل تهذيب أو علاج.
و يستفيد الحدث المحبوس على وجه الخصوص من:
- وجبة غذائية متوازنة وكافية لنموه الجسدي والعقلي.
- لباس مناسب.
- رعاية صحية وفحوص طبية مستمرة.
- فسحة في الهواء الطلق يوميا.
- محادثة زائريه مباشرة من دون فاصل

- استعمال وسائل الاتصال عن بعد. تحت رقابة الدار.

المراكز المتخصصة في إعادة التربية:
تعرف إعادة التربية على انها تكوين معنوي إيدولوجي جديد يلقن للحدث من أجل تصحيح سلوكه المنحرف، وتذكيره ببعض المبادئ السامية المنسية، أو هي مجموع إجراءات تربوية وتوجيهية علاجية، تنتجها مراكز إعادة التربية من أجل إعادة تكييف الحدث من جديد.
مصلحة العلاج البعدي:
تقوم هذه المصلحة بمهمة تربيتهم الخارجي في انتظار ماهية ونوع التدبير النهائي المتخذ في شأنهم، وهذه المصلحة مكلفة بإعادة إدماج الأحداث اجتماعيا. وعلى مدير مؤسسة إعادة التربية أن يرفع إلى قاضي الأحداث المختص تقريرا سداسيا يتضمن من تطور حالة كل حدث بالمؤسسة.

## الحدث الجانح والبيئة الإجتماعية
تؤكد الدراسات الاجتماعية أن الحدث الجانح مصنوع، وليس مولوداً وهو في طبيعة الحال ضحية وسط اجتماعي، وهناك عوامل هامة لجنوحه تؤدي إلى القلق واليأس لديه، كما أن لها تأثيراً سلبياً في أحواله الجسمية والنفسية والتربوية والثقافية، فالتربية والعادات الاجتماعية التي يتصف بها المجتمع تحد من ظاهرة جنوح الأحداث، بل تجعلهم ملتزمين تماماً في بناء شخصيتهم ومجتمعهم ويبذلون ما في وسعهم، لأجل إسعاد أسرتهم، ويعيشون في حياة هانئة خالية تماماً من المشكلات، التي يكون لها تأثير سلبي في تعطيل عملية التنمية. والأسرة مسؤولة عن التوجيه والإرشاد والمتابعة واختيار الصديق، بطريقة سليمة، لكونه أهم محور في حياة الأبناء، التي يجب استغلالها الاستغلال الأمثل في تقييم برنامجه.